# Danh sách phim truyền hình phát sóng trên Đài Truyền hình Việt Nam
Dưới đây là danh sách phim truyền hình được phát sóng trên Đài Truyền hình Việt Nam. Các phim phát sóng nhưng không do đài trực tiếp tham gia sản xuất được trình bày ít hơn hoặc không liệt kê tùy theo khung giờ phát sóng.

## Định dạng SD

### Không có khung giờ vàng
Trong giai đoạn này, phim truyền hình Việt Nam không phát vào khung giờ nhất định mà xen kẽ với phim truyền hình nước ngoài. Tuy nhiên, một khung giờ buổi chiều cuối tuần được tạo ra vào năm 1994 dành cho phim Việt Nam.
- Danh sách phim VTV phát sóng giai đoạn 1982–1993
- Danh sách phim VTV phát sóng năm 1994
- Danh sách phim VTV phát sóng năm 1995
- Danh sách phim VTV phát sóng năm 1996
- Danh sách phim VTV phát sóng năm 1997
- Danh sách phim VTV phát sóng năm 1998
- Danh sách phim VTV phát sóng năm 1999
- Danh sách phim VTV phát sóng năm 2000
- Danh sách phim VTV phát sóng năm 2001
- Danh sách phim VTV phát sóng năm 2002
- Danh sách phim VTV phát sóng năm 2003
- Danh sách phim VTV phát sóng năm 2004
- Danh sách phim VTV phát sóng năm 2005
- Danh sách phim VTV phát sóng năm 2006

### Có khung giờ vàng
Với hiệu lực của Luật Điện ảnh 2007, VTV đã mở khung giờ vàng dành riêng cho phim truyền hình Việt Nam. Khung phim truyện giờ vàng trên VTV1 và VTV3 được mở lần lượt vào các ngày 20 tháng 9 năm 2007 và 11 tháng 2 năm 2008.
- Danh sách phim VTV phát sóng năm 2007
- Danh sách phim VTV phát sóng năm 2008
- Danh sách phim VTV phát sóng năm 2009
- Danh sách phim VTV phát sóng năm 2010
- Danh sách phim VTV phát sóng năm 2011
- Danh sách phim VTV phát sóng năm 2012

## Định dạng HD
Phiên bản HD của VTV3 được phát sóng thử nghiệm vào ngày 31 tháng 3 năm 2013 và phát sóng chính thức từ ngày 1 tháng 6 cùng năm, là kênh đầu tiên của VTV phát sóng HD. Phiên bản HD của VTV6 và VTV1 được lên sóng lần lượt vào các ngày 7 tháng 9 năm 2013 và 31 tháng 3 năm 2014. Phiên bản HD của các kênh còn lại được lên sóng vào năm 2015.
- Danh sách phim VTV phát sóng năm 2013
- Danh sách phim VTV phát sóng năm 2014
- Danh sách phim VTV phát sóng năm 2015
- Danh sách phim VTV phát sóng năm 2016
- Danh sách phim VTV phát sóng năm 2017
- Danh sách phim VTV phát sóng năm 2018
- Danh sách phim VTV phát sóng năm 2019
- Danh sách phim VTV phát sóng năm 2020
- Danh sách phim VTV phát sóng năm 2021
- Danh sách phim VTV phát sóng năm 2022
- Danh sách phim VTV phát sóng năm 2023
- Danh sách phim VTV phát sóng năm 2024
- Danh sách phim VTV phát sóng năm 2025